# 1-я русская национальная бригада СС «Дружина»
1-я русская национальная бригада СС («Дружина № 1»), с августа 1943 года 1-я Антифашистская партизанская бригада (бел. 1-я антыфашысцкая партызанская брыгада) — соединение войск СС времён Великой Отечественной войны, состоявшее из добровольцев из лагерей советских военнопленных. В задачи соединения входили охранная служба на оккупированной территории и борьба с партизанами, а в случае необходимости — боевые действия на фронте. В августе 1943 года в Белоруссии бригада перешла на сторону советских партизан и продолжила войну уже против нацистской Германии.
Официальные наименования:
- с июня 1942 (с момента формирования) 1-й Русский национальный отряд СС (а также Дружина № 1);
- с марта 1943 1-й Русский национальный полк СС;
- с мая 1943 1-я Русская национальная бригада СС.

## История создания
Весной 1942 года под эгидой СД была создана организация «Цеппелин», занимавшаяся подбором добровольцев из лагерей военнопленных для агентурной работы в советском тылу. Наряду с передачей текущей информации, в их задачи входили политическое разложение населения и диверсионная деятельность.
В марте 1942 года в лагере для военнопленных в городе Сувалки под контролем администрации лагеря была создана коллаборационистская антисоветская организация Национальная партия русского народа из 25 человек, которую возглавил бывший начальник штаба 229-й стрелковой дивизии подполковник В. В. Гиль, принявший псевдоним «Родионов». В апреле 1942 года организация сменила название на Боевой союз русских националистов (БСРН) .
В апреле 1942 года организация попала в поле зрения разведывательно-диверсионного органа VI управления РСХА и все члены БСРН были переведены в предварительный лагерь организации «Цеппелин», расположенный на территории концлагеря Заксенхаузен.
К июню 1942 года из членов БСРН было сформировано боевое подразделение: 1-й Русский национальный отряд СС (также известный как «Дружина № 1»), численность которого составляла около 500 человек, его командиром был назначен В. В. Гиль-«Родионов». Отряд состоял из трёх рот численностью около 100 человек каждая, тыловых и хозяйственных подразделений. 1-я рота была сформирована из бывших командиров РККА, она использовалась в качестве резерва и занималась подготовкой кадров для новых подразделений. Личный состав отряда был обмундирован в униформу чехословацкой армии со знаками различия ваффен-СС, однако погоны были собственного образца, а на обшлагах мундиров офицерского состава имелась чёрная лента с надписью «За Русь!». На вооружение отряда передали винтовки, 150 автоматов, 50 ручных и станковых пулемётов и 20 миномётов.
Поначалу отряд был размещён в городе Парчев, а затем на специальной базе в лесном массиве между городами Парчев и Яблонь Люблинского воеводства Польши. Особый отдел Центра БСРН, выполнявший функции разведки и контрразведки, был передан в разведшколу организации «Цеппелин» в городе Яблонь.
После вербовки немцы использовали членов БСРН в составе разведывательно-диверсионных групп, которые забрасывали в советский тыл. 6 октября 1942 года в районе города Хвалынск Саратовской области РСФСР была выброшена на парашютах разведывательно-диверсионная группа из четырёх членов БСРН. Диверсанты прошли обучение в разведшколе абвера в городе Яблонь, были вооружены (по два пистолета, три гранаты немецкого производства и один финский нож на каждого члена группы), имели радиостанцию, взрывчатку, термитный порошок, 200 000 советских рублей, листовки антисоветского содержания и др. Группа была нейтрализована советскими органами государственной безопасности.

## Боевой путь
В Парчеве личный состав «Дружины № 1» участвовал в операции против польских партизан и скрывавшегося в Парчевских лесах местного населения. В дальнейшем отряд поступил в оперативное подчинение айнзатцгруппы «В» полиции безопасности и СД, по заданию которой нёс охрану коммуникаций.В середине августа 1942 года «Дружина № 1» была переброшена под Смоленск и размещена в районе Старого Быхова.
В декабре 1942 года в лагере «шталаг-319» в районе Люблина был сформирован «2-й Русский национальный отряд СС» («Дружина № 2») численностью 300 человек под командованием бывшего капитана РККА А. Блажевича (он же Блазевич). 
В марте 1943 года «Дружина № 1» была переброшена в Лужки (теперь Витебская область). В результате объединения «Дружины № 1» и «Дружины № 2» и пополнения личным составом был создан 1-й Русский национальный полк СС, командиром которого был назначен Гиль-Родионов, начальником штаба Блажевич. В состав формирования был включён Особый русский отряд СС из города Бреслау. Полк насчитывал 1200 человек (в том числе 150 офицеров) и состоял из трёх стрелковых и одного учебного батальонов, артиллерийского дивизиона и транспортной роты. На вооружении имелось 60 артиллерийских орудий, 18 миномётов, 95 пулемётов и свыше 200 автоматов.В полку была создана служба внутренней контрразведки «Служба предупреждения», начальником которой был назначен бывший генерал-майор РККА П. В. Богданов, перешедший на сторону немцев ещё в 1941 году.
Руководство РСХА планировало передать полк в состав РОА генерал-лейтенанта А.Власова,однако командование СС отстояло Гиля,отдав "Организации Цеппелин" только учебный батальон и пропагандистскую команду с несколькими офицерами, пожелавшими добровольно перейти в новую часть (всего примерно 300—500 человек).Эти военнослужащие стали основой 1-й штурмовой бригады (нем. 1. Sturmbrigade),в целях пропаганды объявленной Первой гвардейской бригадой РОА.
В мае 1943 года на территории Витебской области в районе южнее Полоцка за полком была закреплена особая зона с центром в местечке Лужки для действий против партизан. 
В мае 1943 года за счёт дополнительной мобилизации местного населения и пленных на основе полка была создана 1-я Русская национальная бригада СС. При штабе бригады действовал немецкий штаб связи в составе 12 человек во главе с гауптштурмфюрером СС Рознером и представителем СД оберштурмбаннфюрером СС Аппелем. На некоторые командные посты были назначены белоэмигранты, в частности гауптштурмфюрер СС князь Святополк-Мирский Л. С.
В июле 1943 года общая численность соединения достигла 3 тыс. человек, причём военнопленных среди них было не более 20 %, а около 80 % составляли полицейские и мобилизованное население. На вооружении бригады имелось пять 76-мм орудий, десять 45-мм противотанковых орудий, 8 батальонных и 32 ротных миномёта, 164 пулемёта.
Бригада принимала участие в ряде крупных антипартизанских операций в районе Бегомль—Лепель. Неудачи в этих боях, а также поражения немецких войск на фронте, негативно сказывались на настроениях её солдат и офицеров, многие из них стали всерьёз думать о переходе к партизанам, которые незамедлительно воспользовались этой ситуацией. 

## Переход на сторону партизан
Задача переманить «Дружину» на советскую сторону ставилась перед партизанами с осени 1942 года. Для этого бригадам Могилевской области поручили установить связи с родионовцами. Первым результатом активной контрпропаганды был переход офицерской роты в количестве 75 человек 26 ноября 1942 года. В начале апреля 1943 года от родионовцев откололись ещё 6 человек. Пытаясь остановить начавшийся процесс разложения, Гиль жестоко наказывал подчинённых: 18 апреля по его приказу были расстреляны 13 человек за прослушивание сводок Совинформбюро.
В мае 1943-го по указанию Центрального штаба партизанского движения (ЦШПД) разложением «Дружины» занялось несколько партизанских бригад: им. Ворошилова, «Дубова», им. Чапаева, им. ЦК КП(б)Б и «Железняк». Внимание к «Дружине» было вызвано тем, что русское формирование СС, помимо удачных действий против партизан, могло послужить базой, как предполагали в Москве, для развертывания сил власовской Русской освободительной армии. К тому же связь Гиля с разведкой СС, которая посылала в «Дружину» будущих диверсантов и разведчиков, вызывала повышенный интерес у советских органов госбезопасности. Поэтому партизаны получили приказ развалить бригаду карателей во что бы то ни стало.
В августе 1943 года партизаны бригады «Железняк» установили контакт с Гиль-Родионовым. Он хотел сохранить жизнь и власть и рассчитывал, что этому поможет передача органам НКВД секретной информации, которой он располагал. Он также был готов пожертвовать рядом своих наиболее жестоких подчинённых, переложив на них ответственность за совершённые преступления: это начальник контрразведки бригады, бывший советский генерал Богданов П. В., гауптштурмфюрер СС князь Святополк-Мирский Л. С., «граф» Вырубов[кто это?] и другие. А чтобы заслужить доверие, он лично предложил провести операцию против немцев, уничтожив их опорные пункты в Докшицах, Лужках, Крулевщине, Глубоком и Поставах.
16 августа 1943 года командир партизанской бригады «Железняк», капитан госбезопасности СССР Иван Филиппович Титков лично встретился с Гилем после активной тайной переписки, которую они вели. От имени начальника ЦШПД генерал-лейтенанта П. К. Пономаренко он обещал все запрошенные Гилем гарантии, поставив условие перевести «Дружину» в подчинение Борисовско-Бегомльской партизанской зоны. Утром того же дня Гиль арестовал начальника контрразведки бригады Богданова П. В., группу белоэмигрантов, местных коллаборационистов и всех немцев, находившихся при «Дружине». Среди арестованных были гауптштурмфюрер СС князь Святополк-Мирский Л. С., «граф» Вырубов, штабс-капитан Шмелёв, сотрудники «Службы предупреждения» и представители гражданской администрации Докшицкого района во главе с неким Парфеновичем. Большинство немцев и некоторые из коллаборационистов были казнены (в том числе Парфенович, оберштурмфюрер СС Хайль и старший офицер лагеря военнопленных в Сувалках капитан Франц). Оставшихся в живых отвели в бригаду «Железняк», где позднее их допросами занялись представители НКВД-НКГБ. Богданова и эмигрантов отправили в Москву и впоследствии казнили.
К партизанам перешла большая часть формирования Гиль-Родионова — 106 офицеров, 151 военнослужащий младшего командного состава, 1175 рядовых. На развёрнутый «Цеппелином» сборный пункт в Глубоком, куда могли обратиться несогласные с переходом к партизанам, прибыли не менее 500 человек, в том числе 30 офицеров. Личный состав, оставшийся в распоряжении немецкого командования после перехода бригады на сторону партизан, был направлен на пополнение Русской Освободительной Армии и иных «восточных» формирований.
Однако три четверти из численности бригады в 2200 человек — перешли на советскую сторону, прихватив 10 артиллерийских орудий, 23 миномёта, 77 пулемётов, стрелковое оружие, 12 радиостанций и иное снаряжение и военное имущество.

### Бои в составе партизан
17 августа 1943 года части бригады уничтожили немецкий штаб связи в Докшицах. В Лужках местный немецкий комендант смог разоружить взбунтовавшихся дружинников и не дал им возможности перейти к партизанам.
После этого Гиль бросил силы на штурм узловой железнодорожной станции Крулевщина. После кровопролитного четырёхчасового боя бригада, получившая у партизан название 1-й Антифашистской, захватила станцию и множество трофеев, уничтожив более 600 солдат и офицеров противника.
18 августа немцы ответили массированным наступлением при поддержке танков и авиации, практически окружив 1-ю Антифашистскую бригаду. Гиль отдал приказ отойти за реку Поню и занять оборону на участке Юхновка — Пустоселье.
За проведение операции по разгрому станции Крулёвщина Гиль был награждён орденом Красной Звезды и восстановлен в армии с присвоением очередного воинского звания полковник. Его оставили командовать бригадой, хотя большинство его непосредственных подчинённых подверглись фильтрации, в ходе которой было выявлено 23 вражеских агента, в том числе помощник резидента зондерштаба «Р», эмигрант, капитан Русской императорской армии Леваковский, агенты СС и члены НТС — Скрижалин, Мороз, Былинский и другие.
Бригада была усилена коммунистами и комсомольцами, её комиссаром Центральный комитет КП(б)Белоруссии утвердил бывшего комиссара партизанского отряда «Мститель», секретаря подпольного Логойского райкома КП(б)Б Ивана Матвеевича Тимчука, впоследствии Героя Советского Союза.
Как отмечал позднее руководитель СД Вальтер Шелленберг, переход «Дружины» на сторону советских партизан нанёс тяжёлый удар по престижу СД.

### Бои в рядах Полоцко-Лепельского партизанского соединения
Осенью 1943 года бригада разгромила немецкие гарнизоны в Илье, Ободовцах и Вилейке, в дальнейшем участвовала в боях за город Зембин, находясь в авангарде партизанского удара и понесла большие потери.
С декабря 1943 года бригада действовала в Полоцко-Лепельской партизанской зоне, вела ожесточённые бои против частей нацистской Германии вплоть до конца июня 1944 года и хорошо себя зарекомендовала.
11 апреля 1944 года немецкое командование, задействовав части вермахта, полиции и СС, начало полицейско-войсковую операцию «Весенний праздник», целью которой был разгром партизанских формирований Полоцко-Лепельской партизанской зоны, находившихся в тылу немецкой 3-й танковой армии.
В ходе карательной операции партизанские бригады к началу мая 1944 года были блокированы северо-западнее Ушач.1-я Антифашистская бригада была уничтожена.
В ночь на 5 мая во время прорыва партизанских бригад из окружения северо-западнее райцентра Ушачи Гиль получил тяжёлые ранения и 14 мая 1944 года скончался от ран.